# Улунди
Улунди (англ. Ulundi) — город на востоке Южно-Африканской Республики, на территории провинции Квазулу-Натал. Административный центр района Зулуленд.

## История
Город был основан инкоси Кечвайо в 1873 году как новая столица Страны зулусов. 4 июля 1879 года вблизи Улунди произошло последнее крупное сражение англо-зулусской войны, закончившееся тяжёлым поражением зулусов.

В период с 1994 по 2004 год город являлся административным центром провинции Квазулу-Натал.

## Географическое положение
Город находится в восточной части провинции, на левом берегу реки Белая Умфолози, на расстоянии приблизительно 165 километров к северо-востоку от административного центра провинции Питермарицбурга. Абсолютная высота — 490 метров над уровнем моря.

## Население
По данным официальной переписи 2001 года, население составляло 18 420 человек, из которых мужчины составляли 43,37 %, женщины — соответственно 56,63 %. Негры составляли 99,46 % от населения города; белые — 0,21 %; цветные — 0,2 %; азиаты — 0,13 %. Язык большинства горожан (98,11 %) — зулу.
Динамика численности населения города по годам:
| 1985  | 1991   | 1996   | 2001   | 2013   |
| ----- | ------ | ------ | ------ | ------ |
| 4 312 | 11 102 | 12 730 | 18 420 | 29 132 |

## Экономика и транспорт
В городе расположены предприятия пищевой, табачной и деревообрабатывающей промышленностей.
Сообщение Улунди с другими городами осуществляется посредством железнодорожного и автомобильного транспорта.
Также в окрестностях города расположен одноимённый аэропорт (ICAO: FAUL, IATA: ULD).